# Bob ai XIII Giochi olimpici invernali - Bob a due maschile
La gara di bob a due maschile ai XIII Giochi olimpici invernali si è disputata il 15 febbraio e il 16 febbraio a Lake Placid.

## Atleti iscritti
| America (8)                                           | America (8)                                  | America (8)                 |
| ----------------------------------------------------- | -------------------------------------------- | --------------------------- |
| - Canada (4)                                          | - Stati Uniti (4)                            |                             |
| Asia (2)                                              |                                              |                             |
| - Giappone (2)                                        |                                              |                             |
| Europa (30)                                           |                                              |                             |
| - Austria (4) - Germania Est (4) - Germania Ovest (4) | - Italia (4) - Regno Unito (4) - Romania (4) | - Svezia (2) - Svizzera (4) |

## Risultati
| Pos. | Nazione           | Atleti                                     | Manche1 | Manche2 | Manche3 | Manche4 | Totale  | Distacco |
| ---- | ----------------- | ------------------------------------------ | ------- | ------- | ------- | ------- | ------- | -------- |
|      | Svizzera II       | Joseph Benz Erich Schärer                  | 1:01.87 | 1:02.76 | 1:02.29 | 1:02.44 | 4:09.36 |          |
|      | Germania Est II   | Bernhard Germeshausen Hans Jürgen Gerhardt | 1:02.58 | 1:02.48 | 1:03.31 | 1:02.56 | 4:10.93 | +1.57    |
|      | Germania Est I    | Meinhard Nehmer Bogdan Musiol              | 1:02.39 | 1:02.88 | 1:02.86 | 1:02.95 | 4:11.08 | +1.72    |
| 4    | Svizzera I        | Hans Hiltebrand Walter Rahm                | 1:02.37 | 1:02.96 | 1:03.35 | 1:02.64 | 4:11.32 | +1.96    |
| 5    | Stati Uniti II    | Howard Siler, Jr. Dick Nalley              | 1:03.04 | 1:03.04 | 1:02.65 | 1:03.00 | 4:11.73 | +2.37    |
| 6    | Stati Uniti I     | Brent Rushlaw Joe Tyler                    | 1:02.90 | 1:02.81 | 1:02.99 | 1:03.42 | 4:12.12 | +2.76    |
| 7    | Austria II        | Fritz Sperling Kurt Oberhöller             | 1:03.58 | 1:03.64 | 1:03.13 | 1:03.23 | 4:13.58 | +4.22    |
| 8    | Germania Ovest I  | Peter Hell Heinz Busche                    | 1:03.87 | 1:03.63 | 1:02.91 | 1:03.33 | 4:13.74 | +4.38    |
| 9    | Austria I         | Franz Paulweber Gerd Zaunschirm            | 1:03.52 | 1:03.67 | 1:03.01 | 1:03.70 | 4:13.90 | +4.54    |
| 10   | Gran Bretagna I   | Jonnie Woodall John Howell                 | 1:04.12 | 1:04.12 | 1:03.65 | 1:04.03 | 4:15.92 | +6.56    |
| 11   | Romania I         | Dragoş Panaitescu-Rapan Gheorghe Lixandru  | 1:03.99 | 1:04.30 | 1:03.75 | 1:04.00 | 4:16.04 | +6.68    |
| 12   | Germania Ovest II | Georg Großmann Alexander Wernsdorfer       | 1:03.50 | 1:04.93 | 1:03.85 | 1:03.85 | 4:16.13 | +6.77    |
| 13   | Canada I          | Joey Kilburn Robert Wilson                 | 1:04.07 | 1:04.27 | 1:03.96 | 1:03.91 | 4:16.21 | +6.85    |
| 14   | Italia I          | Andrea Jory Edmund Lanziner                | 1:03.73 | 1:04.19 | 1:03.97 | 1:04.45 | 4:16.34 | +6.98    |
| 15   | Svezia I          | Carl-Erik Eriksson Kenth Rönn              | 1:03.56 | 1:04.49 | 1:03.22 | 1:05.65 | 4:16.92 | +7.56    |
| 16   | Italia II         | Giuseppe Soravia Georg Werth               | 1:04.75 | 1:04.81 | 1:04.30 | 1:04.31 | 4:18.17 | +8.81    |
| 17   | Gran Bretagna II  | Roger Potter Mike Pugh                     | 1:04.93 | 1:04.77 | 1:04.40 | 1:04.47 | 4:18.57 | +9.21    |
| 18   | Romania II        | Constantin Iancu Constantin Obreja         | 1:04.58 | 1:04.52 | 1:04.76 | 1:04.77 | 4:18.63 | +9.27    |
| 19   | Giappone I        | Yoshimitsu Kadowaki Yuji Funayama          | 1:04.62 | 1:04.92 | 1:04.82 | 1:04.30 | 4:18.66 | +9.30    |
| 20   | Canada II         | Brian Vachon Serge Cantin                  | 1:04.66 | 1:04.67 | 1:04.38 | 1:05.05 | 4:18.76 | +9.40    |